# Ludwig Eid

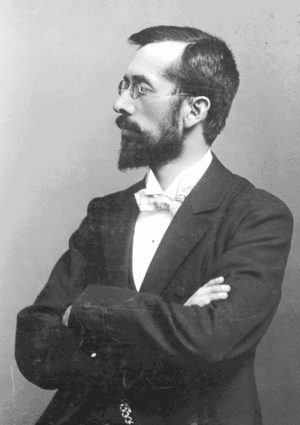
Ludwig Eid, um 1895

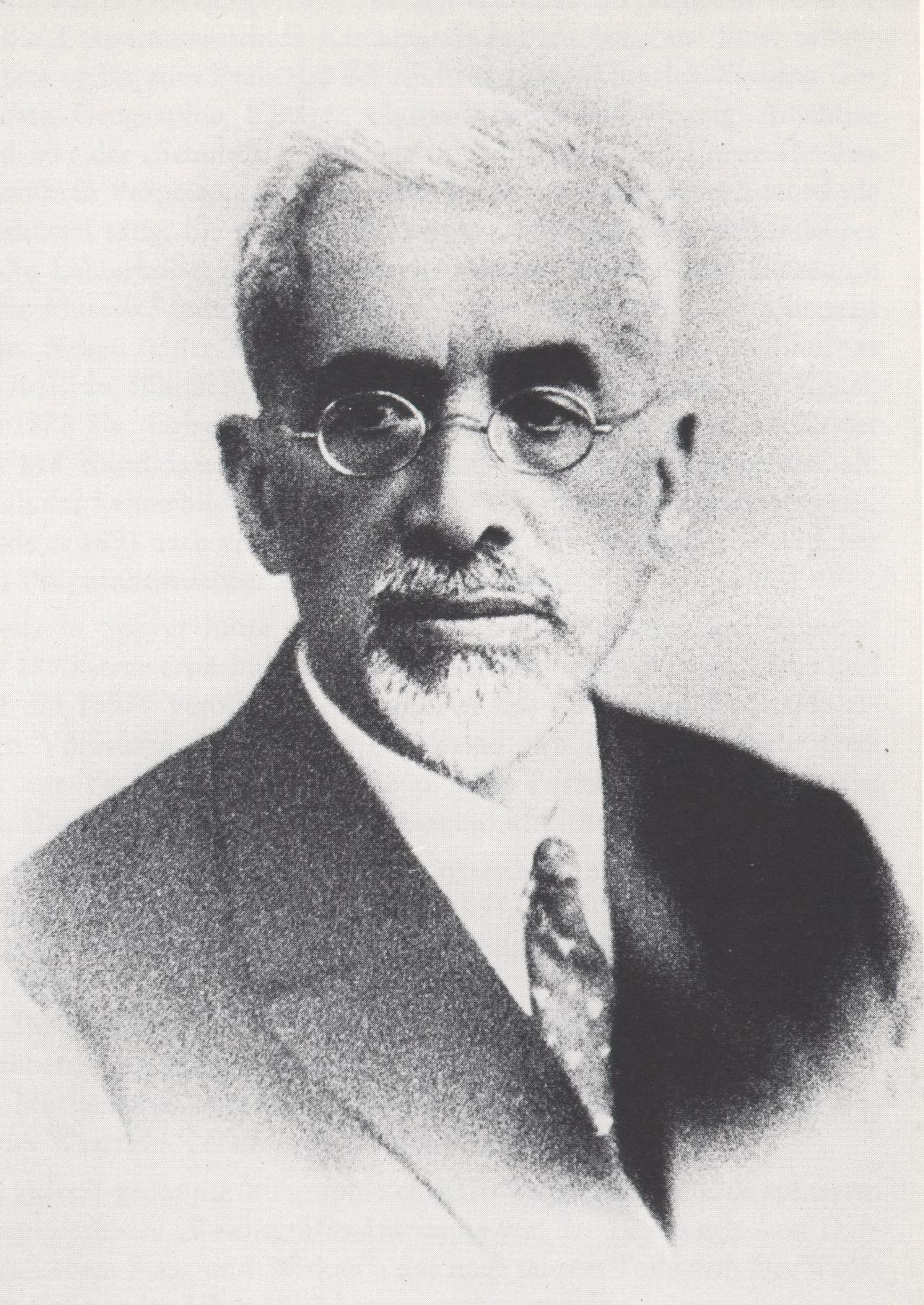
Ludwig Eid, Litho um 1930

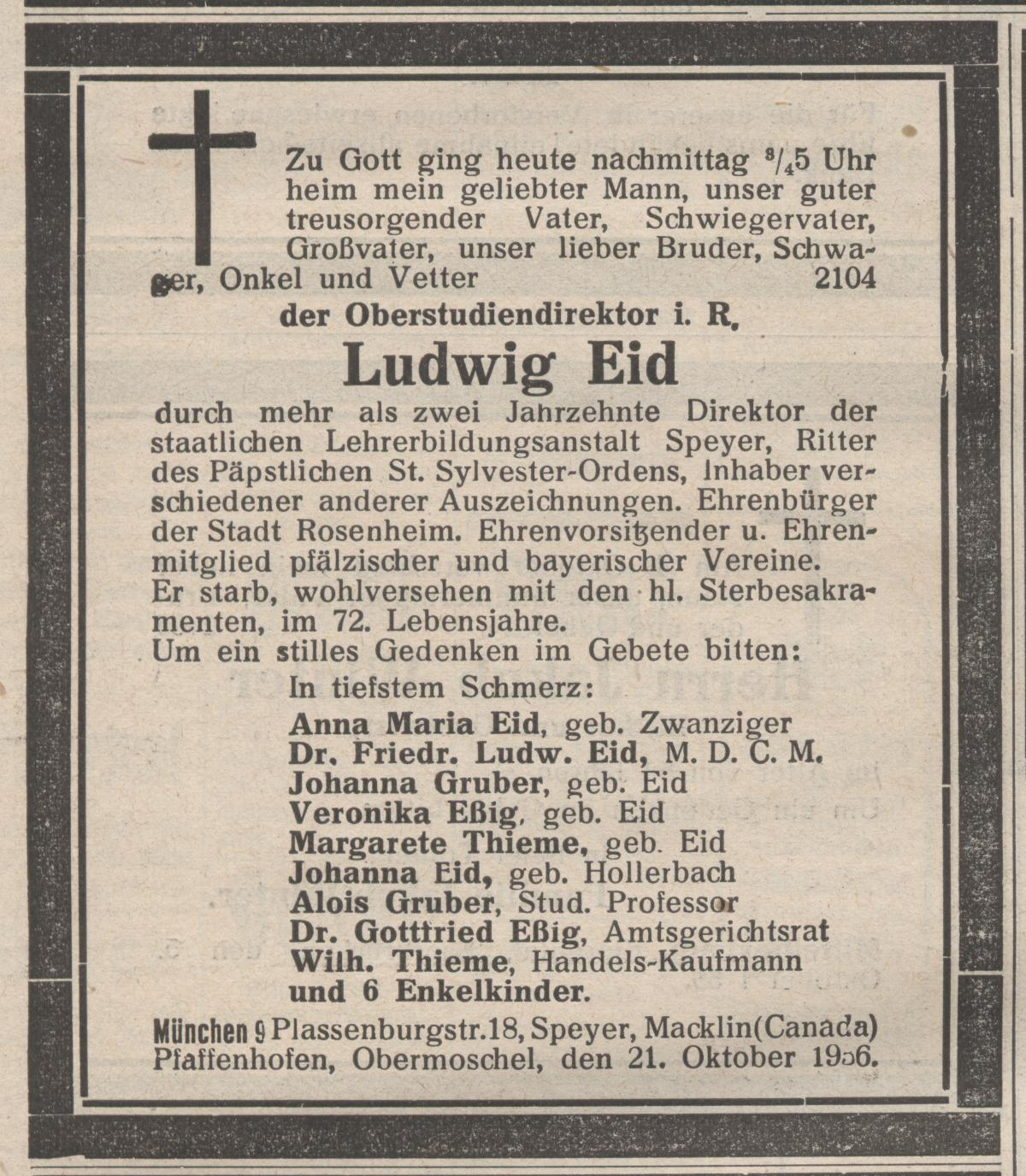
Ludwig Eid, Todesanzeige, Pilger, Nr. 44, 1936

Ludwig Eid (* 12. September 1865 in Obermoschel; † 21. Oktober 1936 in München) war Oberstudiendirektor, Leiter der katholischen Lehrerbildungsanstalt Speyer, Ritter des Päpstlichen St. Silvesterordens und bayerisch-pfälzischer Historiker.

## Leben und Wirken

### Leben
Ludwig Eid wurde in der nordpfälzischen Kleinstadt Obermoschel als Sohn von Ludwig Eid und Henriette Wallauer geboren. Seine Eltern waren einfache Bürger, der Vater von Beruf Schuhmacher. Ludwig sollte trotz hoher geistiger Veranlagungen als ältestes von vier Kindern, wegen frühzeitiger Krankheit der Mutter und daraus resultierenden finanziellen Nöten schnellstmöglich in den väterlichen Beruf eintreten. Der Junge tat dies und musste schließlich die Hausarbeit und die Sorge für seine Geschwister übernehmen, als die Mutter dies nicht mehr bewältigen konnte. Als sie starb, hatte er gerade seine Schuhmacherlehre beendet und sein jüngerer Bruder Heinrich das Studium begonnen, weshalb Ludwig Eid schließlich wegzog.
Er trat in die Präparandenschule zu Kirchheimbolanden ein, von der er 1883 an die katholische Lehrerbildungsanstalt Speyer wechselte. Dort schloss er nach zwei Jahren mit der Note „Ausgezeichnet“ ab. Wegen seiner Leistungen wurde er aushilfsweise als Krankheitsvertretung zum Unterricht an die Präparandenschule Kirchheimbolanden geschickt. Dort unterrichtete der bis Ende des Schuljahres 1886/1887 Geschichte, Geographie, Klavier, Harmonielehre und Gesang. Bis zum 1. November 1887 wurde als Vertretungslehrer an der Präparandenschule Blieskastel eingesetzt. Anschließend wurde er als Seminarhilfslehrer an die Lehrerbildungsanstalt Speyer versetzt, an der er 1888 als Bester innerhalb der Pfalz seine Staatsprüfung ablegte. An dieser Institution waren damals alle Planstellen besetzt, weshalb er vier Jahre in der angeschlossenen Schule Kinder unterrichtete. 1891 wechselte er für die Dauer von vier Jahren als Lehrerausbilder an die Anstalt in Blieskastel. Im Sommer 1895 ging er an die Lehrerbildungsanstalt nach Rosenheim. 1903 gab Eid diese Stelle auf und ging nach Eichstätt. Anschließend studierte er an der Universität Heidelberg sechs Semester lang Pädagogik, Geschichte und Germanistik.
Nach erfolgreichem Abschluss wurde er 1909 als Direktor und Schulleiter an sein altes Heimatinstitut, die katholische Lehrerbildungsanstalt Speyer, berufen. In seine Amtszeit fielen unter anderem der Erste Weltkrieg, die Novemberrevolution, die Separatistenzeit und der Ausbau der Schulkapelle. Bei einer Schulinspektion 1924 in Speyer nahm er probeweise am Unterricht der neuen Lehrerin Edith Stein teil. Herzbeschwerden und eine zunehmende Taubheit bedingten seine vorzeitige Pensionierung zum 1. November 1929. Im Ruhestand lebte Ludwig Eid teils in Speyer und teils in München, wo er verstarb und unter persönlicher Begleitung durch Kardinal Michael von Faulhaber auf dem Friedhof am Perlacher Forst beigesetzt wurde.

### Wirken

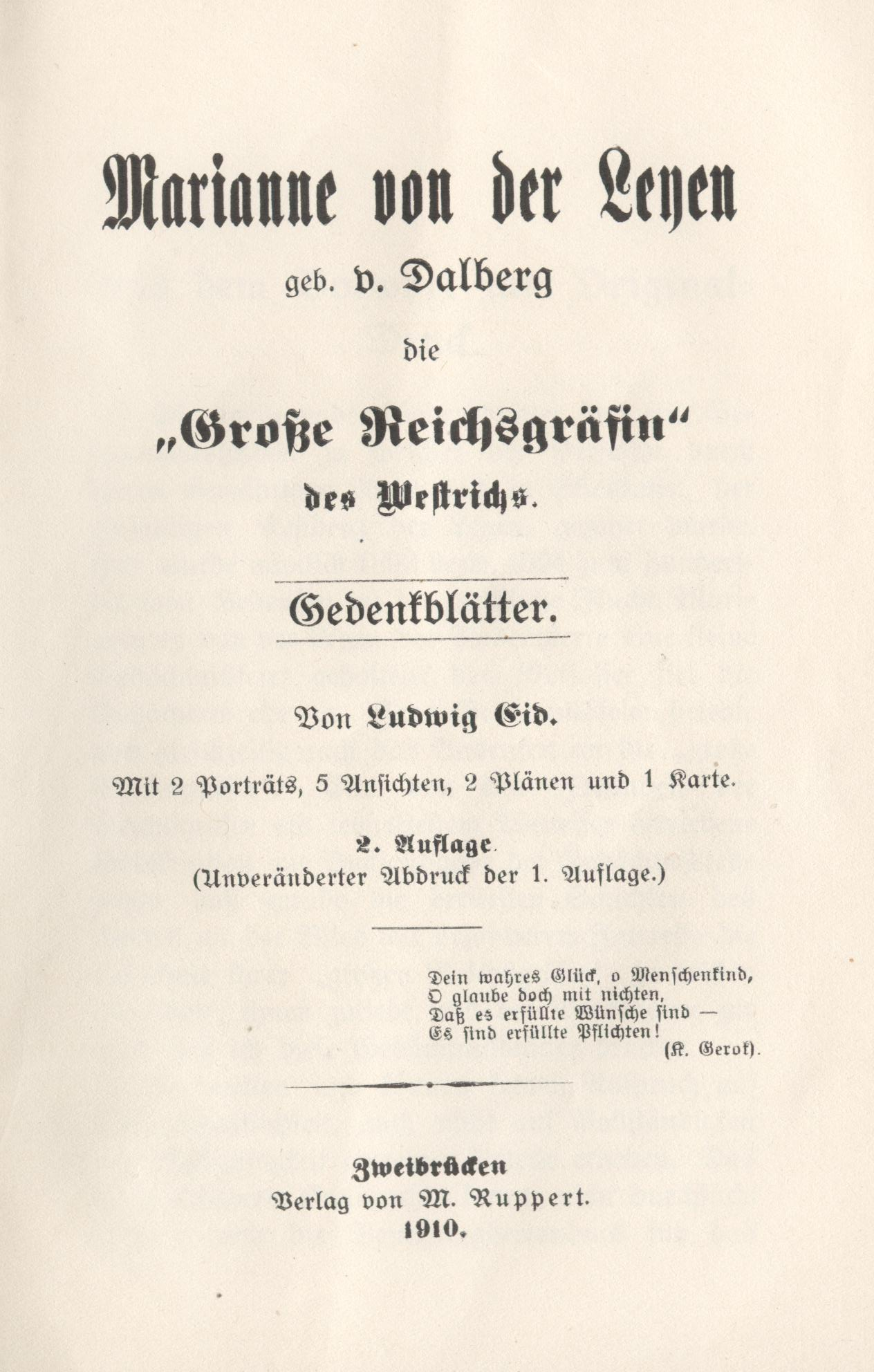
Ludwig Eid, Buchtitelseite, 1910

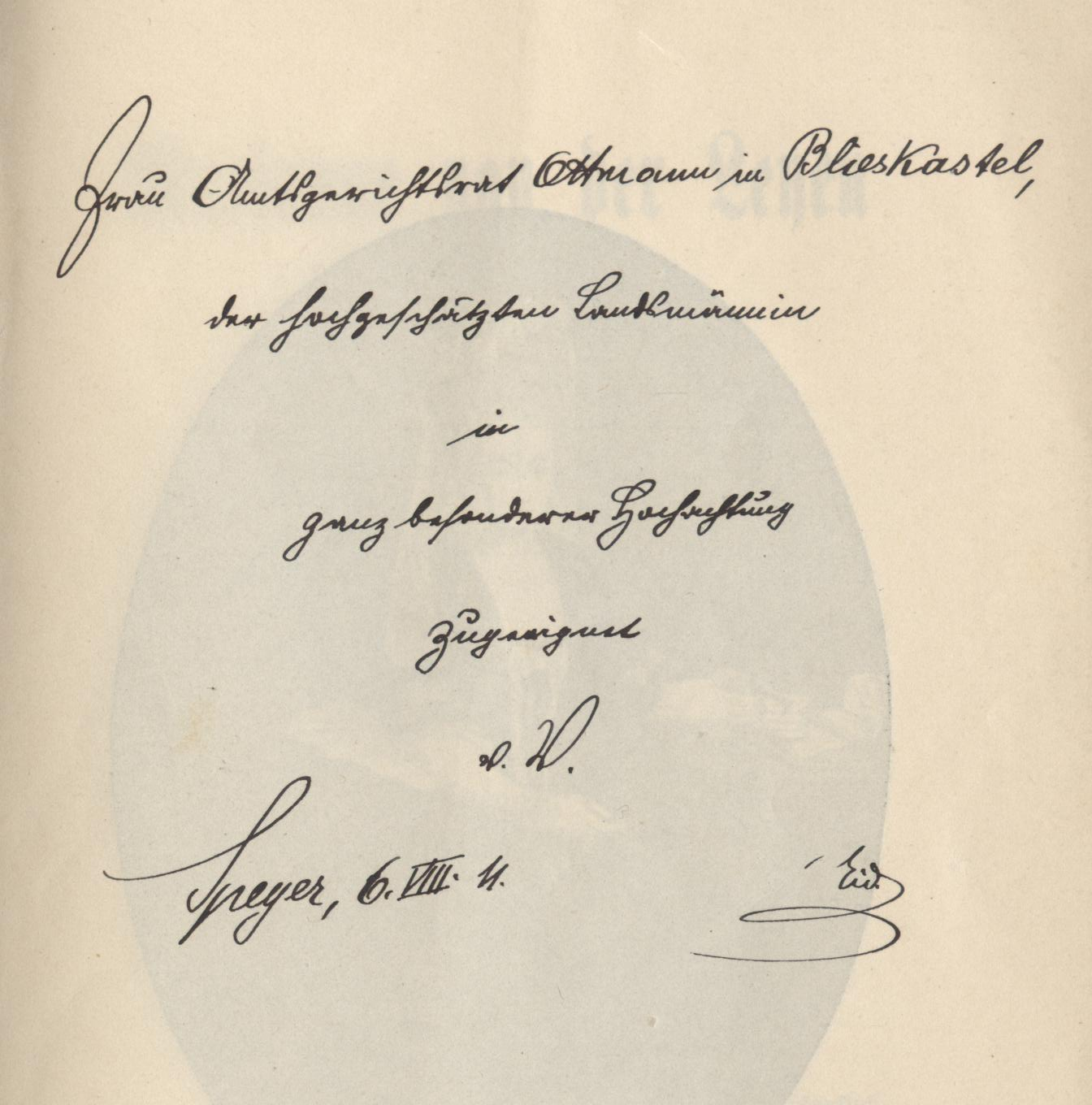
Ludwig Eid, eigenhändige Buchwidmung mit Unterschrift, 1911

Ludwig Eid war stets geschichtlich und kirchengeschichtlich interessiert, engagierte sich in dieser Beziehung und publizierte mehr als 200 Schriften zur bayerischen und pfälzischen Geschichte. Bereits in Blieskastel begann er auf diesem Gebiet zu forschen und veröffentlichte die Schriften: „Die pfalz-zweibrückische Elementarschule nach dem Dreißigjährigen Krieg“ (1894) und „Zur Wirtschaftsgeschichte des Pfälzischen Westrichs“, „Im Vorlande der pfälzischen Vogesen – Land und Leute um Bergzabern“ (1895) sowie 1896 „Marianne von der Leyen, geb. von Dalberg, die große Reichsgräfin des Westrichs“.
In Rosenheim gründete er mit Gleichgesinnten den Historischen Verein Rosenheim sowie 1895 das dortige Heimatmuseum und leitete ab Dezember 1900 nebenberuflich das Rosenheimer Stadtarchiv. Zusammen mit dem Museum und der Stadtbibliothek des Magistrats wurden daraus seit 1902 die Städtischen Sammlungen Rosenheim, die er ebenfalls leitete. Als Organ des Historischen Vereins Rosenheim rief er die Zeitschrift „Das Bayerische Inn-Oberland“ ins Leben, die bis heute existiert. Nach seinem beruflichen Wegzug blieb er der Stadt und ihrer Geschichtsforschung ebenso verbunden. 1906 publizierte er von Eichstätt aus seine Stadtgeschichte: „Aus Alt-Rosenheim“.
Nach seiner Versetzung in die Pfalz stellte sich Ludwig Eid nachhaltig in den Dienst des Bistums Speyer. Dort widmete er sich Eduard Rottmanner, über den er mehrfach publizierte und eine Biografie veröffentlichte. Viele seiner Werke erschienen als kleine Bücher oder Broschüren. Andere publizierte er in der Lokalpresse, vor allem in den Organen seiner Heimatdiözese, „Der Pilger“ und „Pilgerkalender“.

## Ehrungen
- Verleihung des Ritterkreuzes des St. Silvesterordens durch Papst Pius XI. für sein kirchliches und kirchenhistorisches Wirken, weshalb Ludwig Eid auch als „Ritter von Eid“ bezeichnet wird.
- Verleihung des päpstlichen Ordens „Pro Ecclesia et Pontifice“.
- 1909: Ehrenbürgerrecht der Stadt Rosenheim.
- Die Eidstraße in Rosenheim, die Ludwig-Eid-Straße in Blieskastel sowie diejenige in Obermoschel tragen seinen Namen.

## Werke
- „Die pfalz-zweibrückische Elementarschule nach dem Dreißigjährigen Krieg“, 1894
- „Zur Wirtschaftsgeschichte des Pfälzischen Westrichs“, 1894
- „Im Vorlande der pfälzischen Vogesen – Land und Leute um Bergzabern“, 1895
- „Marianne von der Leyen, geb. von Dalberg, die große Reichsgräfin des Westrichs“, 1896 u. 1910
- „Aus Alt-Rosenheim“, 1906
- „Die letzte Disibodenberger Abtswahl vor der Reformation, 1525“, 1925
- „Von den Schulen der Pfalz“ 1925
- „Heimatliches Volkstum und der Lehrer in der Pfalz“, 1925
- „Dr. Johann Baptist Anton Benz, Speyerer Domkapellmeister“, 1926
- „Die gelehrten Gesellschaften der Pfalz“, 1926
- „Der Nordpfälzer“, 1926
- „Pfälzer Volk“, 1926
- „Karl August Woll“ 1926
- „Wo und wie der Bischof von Speyer weltliches Regiment führte“, 1930
- „Besuch in einer Prärie-Pfarrei“, 1930
- „Der deutschsprachige Unterricht in Kanada“, 1930
- „Der erste Domkapellmeister Eduard Rottmanner“, 1930
- „Wie der Dom zu seinem Liede kam“ (Oh Königin voll Herrlichkeit, von Molitor/Benz), 1930
- „Speyer zur Zeit der La Roche“, 1931
- „Kardinal Geissel als heimatlicher Schriftsteller“, 1931
- „Pfälzer Dichter in Amerika“, 1931
- „Jubel und Jammer, Heimatgeschichtliche Erzählungen“, 1932
- „Unser Traubenstock am Hause“, 1932
- „Die klugen Weinbauern zu Kleinbockenheim“, 1932
- „Die Anfänge des Domkapitels in Speyer“, 1933
- „Der Heimatforscher Franz Josef von Kloeckel, gest. 1833“, 1933
- „Der Pfälzischen Landesbibliothek zum 10 jährigen Bestehen“, 1933
- „Biographie Eduard Rottmanners“ (erweitert), 1933
- „Der Sickinger Bote“, 1933
- „Zur Geschichte der alten Speyerer Dommusik“, 1933
- „Marx – Marcs – Marcus, ein Beitrag zur Namensforschung“, 1934
- „Um Familie und Heimat, historische Erzählung“, 1934
- „Der Pastor und die Gräfin“, 1935
- „300 Jahre Dekan St. Germansstift Speyer“, 1935
- „Das erste Gebäude der Pfälzischen Landesbibliothek“, 1935
- „Eilfahrt nach dem Glück“, 1936
- „Brennende Liebe – Geschichtliche Erzählungen über Sophie von der Leyen“ (posthum 1937)